# Podocarpus coriaceus
Podocarpus coriaceus là một loài thực vật hạt trần trong họ Thông tre. Loài này được Rich. & A.Rich. miêu tả khoa học đầu tiên năm 1826. Chúng được tìm thấy ở các nơi như Cộng hòa Dominica, Guadeloupe, Martinique, Montserrat, Puerto Rico, Saint Kitts và Nevis. 